# Philip Mårtensson
Philip Mårtensson, född 1 september 1993, är en svensk fotbollsmålvakt som spelar för Eskilsminne IF.

## Karriär

### Tidig karriär
Mårtensson började spela fotboll som åttaåring i Eriksfälts FF. Som 14-åring flyttade han till Oxie och det blev då spel i BK Vången. Därefter blev det två säsonger för LB07 i Juniorallsvenskan.

### BK Vången/Oxie SK
2011 återvände Mårtensson till BK Vången. Han spelade åtta matcher i Division 6 säsongen 2011. Klubben slutade på kvalplats och lyckades kvalificera sig för Division 5. Säsongen 2012 spelade Mårtensson 21 matcher då BK Vången vann division 5 och blev uppflyttade till Division 4.
Inför säsongen 2013 slogs BK Vången ihop med Oxie IF och bildade Oxie SK. Mårtensson spelade sju matcher för Oxie SK i Division 4 säsongen 2013. Han spelade 21 matcher för klubben säsongen 2014.

### BK Olympic
Inför säsongen 2015 gick Mårtensson till BK Olympic. Under säsongen spelade han 21 matcher och hjälpte klubben att vinna Division 3 Södra Götaland samt bli uppflyttade till Division 2. Säsongen 2016 spelade Mårtensson 25 matcher för ett BK Olympic som direkt blev nedflyttade till Division 3.

### Torns IF
Inför säsongen 2017 skrev Mårtensson på för division 2-klubben Torns IF. Han spelade 25 matcher under säsongen 2017 då Torns IF vann Division 2 Östra Götaland och blev uppflyttade till Division 1. Mårtensson blev även utsedd till den bästa målvakten av samtliga division 2-serier under säsongen. Säsongen 2018 spelade han samtliga 30 ligamatcher för klubben då de slutade på en femteplats som nykomling i Division 1 Södra.

### Trelleborgs FF
I januari 2019 värvades Mårtensson av Trelleborgs FF, där han skrev på ett tvåårskontrakt. Mårtensson gjorde sin Superettan-debut den 30 mars 2019 i en 2–2-match mot Gais.
I februari 2020 blev det klart att Mårtensson lånas ut av Trelleborg till Landskrona BoIS över säsongen.

### Varbergs BoIS
I december 2020 värvades Mårtensson av Varbergs BoIS, där han skrev på ett tvåårskontrakt. Efter säsongen 2022 lämnade Mårtensson klubben.

### Eskilsminne IF
Efter att ha varit klubblös i ett år skrev Mårtensson inför säsongen 2024 på för Ettan Södra-klubben Eskilsminne IF.